# Mesochorus horcomollensis
Mesochorus horcomollensis là một loài tò vò trong họ Ichneumonidae.